# Yuli (Hualien)
Yuli (chinesisch 玉里鎮, Pinyin Yùlǐ Zhèn) ist eine Stadtgemeinde im Landkreis Hualien in der Republik China (Taiwan).

## Lage
Die Gemeinde Yuli liegt im mittleren Abschnitt des Huatung-Tals, das sich parallel zur Ostküste der Insel Taiwan erstreckt. Östlich wird das Tal und auch das Gemeindegebiet durch das Haian-Gebirge und westlich durch das Taiwanische Zentralgebirge begrenzt. Die Längsausdehnung der Gemeinde entlang der Talsohle beträgt etwa 28,8 Kilometer und die Querausdehnung maximal etwa 10,4 Kilometer. In der Talsohle fließt der Fluss Xiuguluan in Süd-Nord-Richtung durch das Gemeindegebiet. Die Nachbargemeinden sind Fuli im Süden, Changbin im Landkreis Taitung im Osten, Fengbin im Nordosten, Ruisui im Norden und Zhuoxi im Westen.

## Geschichte
Die ursprünglichen Bewohner des Gebietes waren Angehörige der austronesischen indigenen Völker Taiwans. Ab der zweiten Hälfte des 19. Jahrhunderts setzte allmählich die Einwanderung von Han-Chinesen ein. Im Jahr 1875, dem ersten Regierungsjahr des Qing-Kaisers Guangxu, wurde in Yuli ein Verwaltungsstützpunkt eingerichtet. Einen wesentlichen Aufschwung nahm die Stadt, nachdem sie 1917 zur Zeit der japanischen Herrschaft an die Östliche Eisenbahn (heutige Taitung-Linie) angeschlossen wurde. Nachdem Taiwan 1945 an die Republik China gekommen war, wurde Yuli als Stadtgemeinde neu organisiert und in 23 Ortsteile aufgeteilt. Im Jahr 1971 erfolgte eine Neueinteilung in 15 Ortsteile.
| Gliederung von Yuli |
| a: Yongchang 永昌里 b: Taichang 泰昌里 c: Qimo 啟模里 d: Guowu 國武里 e: Zhongcheng 中城里 a b c d e Dewu 德武里 Chunri 春日里 Sanmin 三民里 Songpu 松浦里 Guanyin 觀音里 Dayu 大禹里 Dongfeng 東豐里 Yuancheng 源城里 Lehe 樂合里 Changliang 長良里 |

## Verwaltungsgliederung
Yuli ist in 15 Ortsteile (里, Li) untergliedert: 
Dewu (德武里), Chunri (春日里), Songpu (松浦里), Guanyin (觀音里), Lehe (樂合里), Yuancheng (源城里), Dongfeng (東豐里), Changliang (長良里), Zhongcheng (中城里), Guowu (國武里), Taichang (泰昌里), Dayu (大禹里), Qimo (啟模里), Yongchang (永昌里), Sanmin (三民里).

## Bevölkerung
Von den 24.209 Bewohnern (Mai 2018) gehörten 7683 (31,7 %) den indigenen Völkern an (6727 Völker der Ebene, 956 Völker des Berglandes).

## Landwirtschaft
Landwirtschaftliche Produkte der Region sind Süßkartoffeln, Mais, Feuerbohnen, Taro, Ingwer und Zitronen-Taglilien (Hemerocallis citrina, deren Blütenknospen – 金针,  Jīnzhēn, „Goldnadeln“ – als Gemüse verzehrt werden).

## Verkehr
Wichtige Verkehrsadern sind die Taitung-Linie der Taiwanischen Eisenbahn, die durch das Huatung-Tal zieht. In Yuli bestehen zwei Haltebahnhöfe: Sanmin (三民車站) und Yuli (玉里車站). Die wichtigsten Straßen sind die Provinzstraße 9, die durch das gesamte Huatung-Tal verläuft, und die Provinzstraße 30 („Yuchang-Straße“, 玉長公路), die von Zhuoxi im Westen kommend Yuli durchquert und über das Haian-Gebirge nach Changbin an die Küste führt. 

## Sehenswürdigkeiten
Touristische Ziele sind die Natur des Huatung-Tals, die heißen Quellen von Antong (安通溫泉), sowie Überreste von Schreinen aus der japanischen Kolonialzeit. 

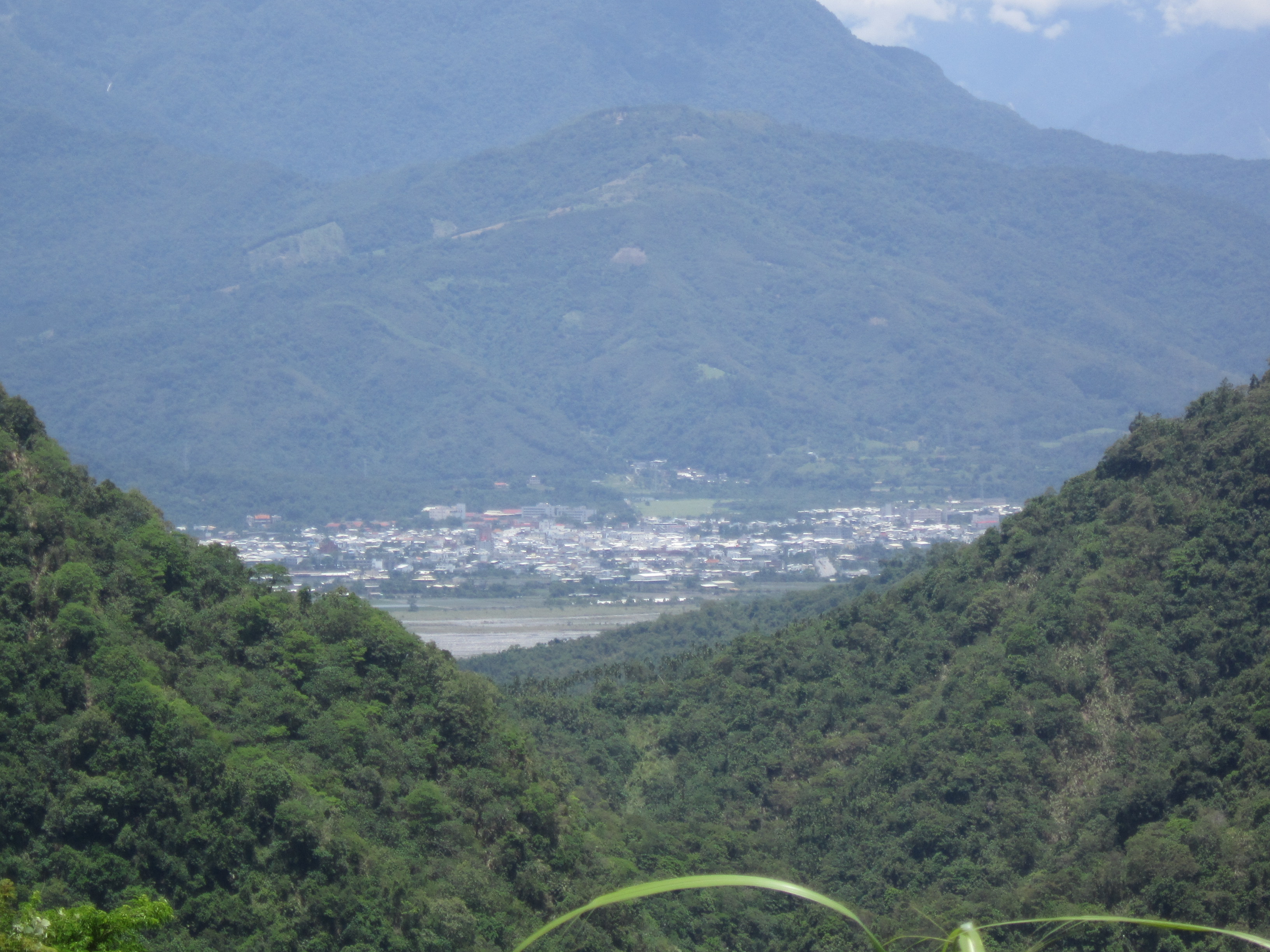
Blick von der Provinzstraße 30 im Haian-Gebirge auf Yuli
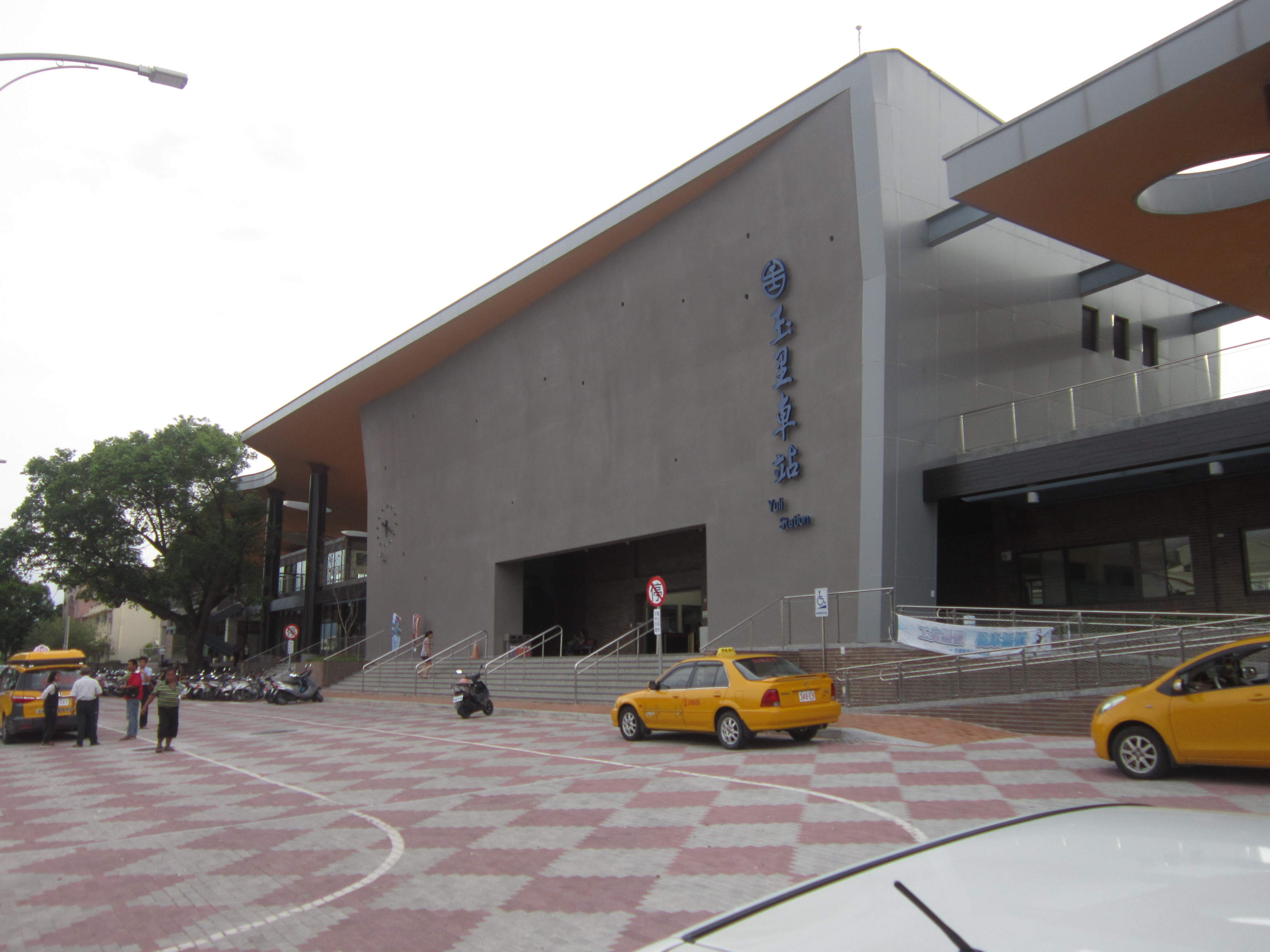
Bahnhof in Yuli
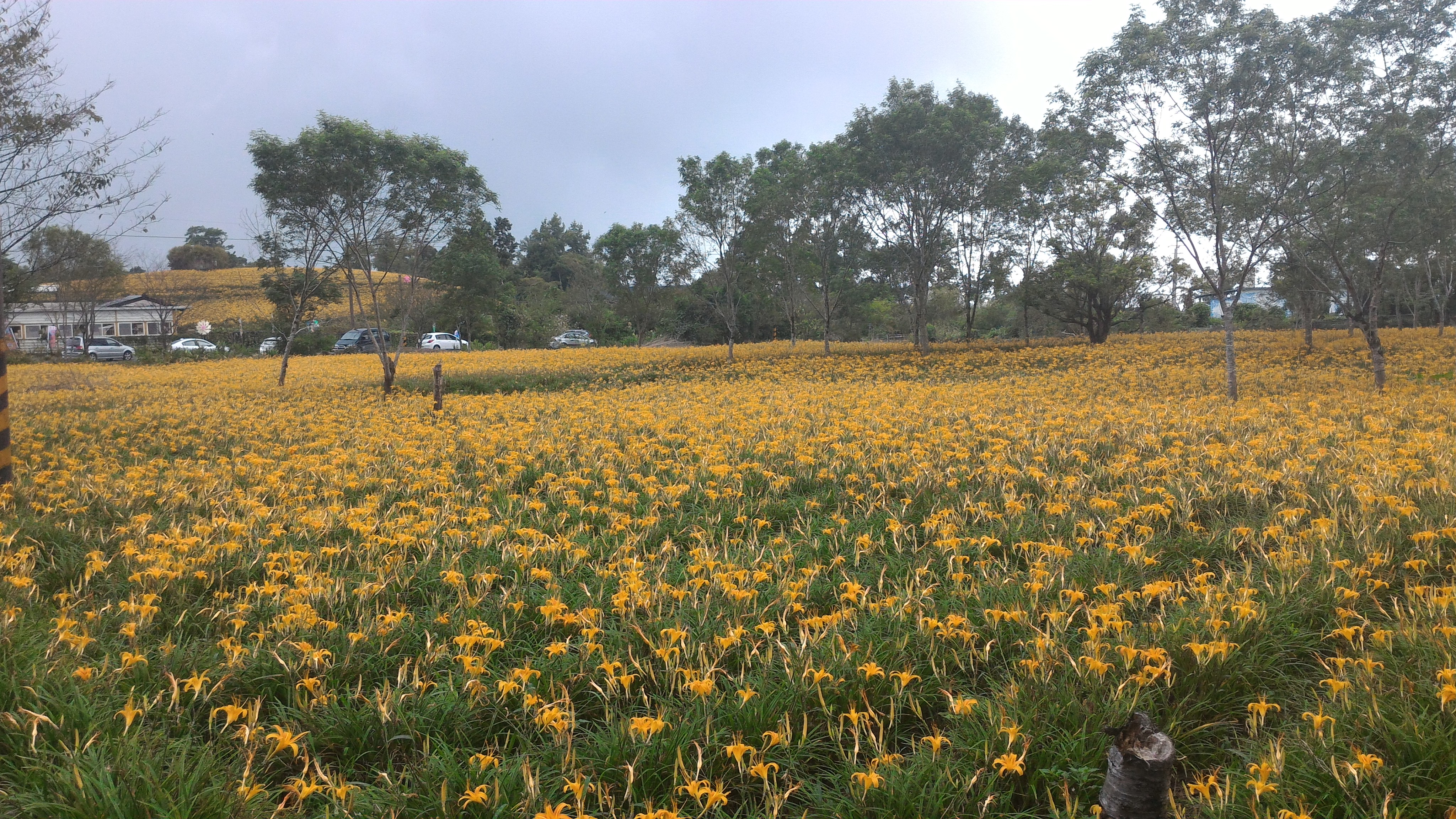
Taglilien-Anbau in Yuli